# Élections législatives de 1968 dans le Gard
Les élections législatives françaises de 1968 se déroulent les 23 et 30 juin 1968. Dans ce département, quatre députés sont à élire dans le cadre de quatre circonscriptions.

## Élus
| Circonscription | Député sortant  | Parti | Parti      | Député élu ou réélu | Parti | Parti |
| --------------- | --------------- | ----- | ---------- | ------------------- | ----- | ----- |
| 1re             | Georges Dayan   |       | FGDS (CIR) | Paul Tondut         |       | UDR   |
| 2e              | Jean Poudevigne |       | CNIP       | Jean Poudevigne     |       | CNIP  |
| 3e              | Roger Roucaute  |       | PCF        | Roger Roucaute      |       | PCF   |
| 4e              | Gilbert Millet  |       | PCF        | Pierre Jalu         |       | UDR   |

## Résultats

### Résultats à l'échelle du département
| Parti          | Parti                                           | Premier tour | Premier tour | Second tour | Second tour | Sièges |
| Parti          | Parti                                           | Voix         | %            | Voix        | %           | Sièges |
| -------------- | ----------------------------------------------- | ------------ | ------------ | ----------- | ----------- | ------ |
|                | Union pour la défense de la République          | 56 380       | 26,09        | 72 461      | 50,07       | 2      |
|                | Union des républicains de progrès               | 56 380       | 26,09        | 72 461      | 50,07       | 2      |
|                |                                                 |              |              |             |             |        |
|                | Section française de l'Internationale ouvrière  | 28 192       | 13,04        | Retrait     | Retrait     | 0      |
|                | Convention des institutions républicaines       | 12 572       | 5,82         | 25 823      | 17,84       | 0      |
|                | Fédération de la gauche démocrate et socialiste | 40 764       | 18,86        | 25 823      | 17,84       | 0      |
|                |                                                 |              |              |             |             |        |
|                | Parti communiste français                       | 65 075       | 30,11        | 46 449      | 32,09       | 1      |
|                | Progrès et démocratie moderne                   | 44 974       | 20,81        |             |             | 1      |
|                | Parti socialiste unifié                         | 8 925        | 4,13         | 0           |             |        |
|                |                                                 |              |              |             |             |        |
| Inscrits       | Inscrits                                        | 281 568      | 100,00       | 189 462     | 100,00      | 4      |
| Abstentions    | Abstentions                                     | 60 907       | 21,63        | 40 184      | 21,21       |        |
| Votants        | Votants                                         | 220 661      | 78,37        | 149 278     | 78,79       |        |
| Blancs et nuls | Blancs et nuls                                  | 4 543        | 2,06         | 4 545       | 3,04        |        |
| Exprimés       | Exprimés                                        | 216 118      | 97,94        | 144 733     | 96,96       |        |

### Résultats par circonscription

#### Première circonscription (Nîmes)
| Candidat       | Candidat              | Parti          | Premier tour | Premier tour | Second tour | Second tour |  |
| Candidat       | Candidat              | Parti          | Voix         | %            | Voix        | %           |  |
| -------------- | --------------------- | -------------- | ------------ | ------------ | ----------- | ----------- |  |
|                | Paul Tondut élu       | UDR (URP)      | 24 499       | 46,72        | 26 843      | 50,97       |  |
|                | Robert Jonis          | PCF            | 12 607       | 24,04        | Retrait     | Retrait     |  |
|                | Georges Dayan sortant | FGDS (CIR)     | 12 572       | 23,97        | 25 823      | 49,03       |  |
|                | Paul Arnassan         | PSU            | 2 761        | 5,27         |             |             |  |
|                |                       |                |              |              |             |             |  |
| Inscrits       | Inscrits              | Inscrits       | 73 867       | 100,00       | 73 867      | 100,00      |  |
| Abstentions    | Abstentions           | Abstentions    | 20 030       | 27,12        | 20 072      | 27,17       |  |
| Votants        | Votants               | Votants        | 53 837       | 72,88        | 53 795      | 72,83       |  |
| Blancs et nuls | Blancs et nuls        | Blancs et nuls | 1 398        | 2,6          | 1 129       | 2,1         |  |
| Exprimés       | Exprimés              | Exprimés       | 52 439       | 97,4         | 52 666      | 97,9        |  |

#### Deuxième circonscription (Beaucaire - Bagnols-sur-Cèze)
|                | Jean Poudevigne sortant réélu | CNIP (PDM)     | 37 103 | 51,19  |  |  |  |
|                | Bernard Deschamps             | PCF            | 16 689 | 23,03  |  |  |  |
|                | Robert Gourdon                | FGDS (SFIO)    | 16 217 | 22,37  |  |  |  |
|                | Jacques Compère-Roussey       | PSU            | 2 473  | 3,41   |  |  |  |
|                |                               |                |        |        |  |  |  |
| Inscrits       | Inscrits                      | Inscrits       | 92 121 | 100,00 |  |  |  |
| Abstentions    | Abstentions                   | Abstentions    | 18 146 | 19,7   |  |  |  |
| Votants        | Votants                       | Votants        | 73 975 | 80,3   |  |  |  |
| Blancs et nuls | Blancs et nuls                | Blancs et nuls | 1 493  | 2,02   |  |  |  |
| Exprimés       | Exprimés                      | Exprimés       | 72 482 | 97,98  |  |  |  |

#### Troisième circonscription (Alès - Pont-Saint-Esprit)
| Candidat       | Candidat                     | Parti          | Premier tour | Premier tour | Second tour | Second tour |  |
| Candidat       | Candidat                     | Parti          | Voix         | %            | Voix        | %           |  |
| -------------- | ---------------------------- | -------------- | ------------ | ------------ | ----------- | ----------- |  |
|                | Roger Roucaute sortant réélu | PCF            | 22 492       | 41,84        | 27 741      | 50,77       |  |
|                | Georges Étienne              | UDR (URP)      | 19 097       | 35,52        | 26 895      | 49,23       |  |
|                | Franck Favier                | CD (PDM)       | 5 056        | 9,4          |             |             |  |
|                | Henry Toureille              | FGDS (SFIO)    | 4 812        | 8,95         |             |             |  |
|                | Jean-Jacques Meynard         | PSU            | 2 306        | 4,29         |             |             |  |
|                |                              |                |              |              |             |             |  |
| Inscrits       | Inscrits                     | Inscrits       | 68 023       | 100,00       | 68 040      | 100,00      |  |
| Abstentions    | Abstentions                  | Abstentions    | 13 302       | 19,56        | 11 547      | 16,97       |  |
| Votants        | Votants                      | Votants        | 54 721       | 80,44        | 56 493      | 83,03       |  |
| Blancs et nuls | Blancs et nuls               | Blancs et nuls | 958          | 1,75         | 1 857       | 3,29        |  |
| Exprimés       | Exprimés                     | Exprimés       | 53 763       | 98,25        | 54 636      | 96,71       |  |

#### Quatrième circonscription (Alès - Le Vigan)
| Candidat       | Candidat               | Parti          | Premier tour | Premier tour | Second tour | Second tour |  |
| Candidat       | Candidat               | Parti          | Voix         | %            | Voix        | %           |  |
| -------------- | ---------------------- | -------------- | ------------ | ------------ | ----------- | ----------- |  |
|                | Gilbert Millet sortant | PCF            | 13 287       | 35,49        | 18 708      | 49,98       |  |
|                | Pierre Jalu élu        | UDR (URP)      | 12 784       | 34,15        | 18 723      | 50,02       |  |
|                | Désiré Rousset         | FGDS (SFIO)    | 7 163        | 19,14        | Retrait     | Retrait     |  |
|                | Michel Delaly          | CD (PDM)       | 2 815        | 7,52         |             |             |  |
|                | Rémy Blanc             | PSU            | 1 385        | 3,7          |             |             |  |
|                |                        |                |              |              |             |             |  |
| Inscrits       | Inscrits               | Inscrits       | 47 557       | 100,00       | 47 555      | 100,00      |  |
| Abstentions    | Abstentions            | Abstentions    | 9 429        | 19,83        | 8 565       | 18,01       |  |
| Votants        | Votants                | Votants        | 38 128       | 80,17        | 38 990      | 81,99       |  |
| Blancs et nuls | Blancs et nuls         | Blancs et nuls | 694          | 1,82         | 1 559       | 4           |  |
| Exprimés       | Exprimés               | Exprimés       | 37 434       | 98,18        | 37 431      | 96          |  |